# 5397 Vojislava
5397 Vojislava este un asteroid din centura principală, descoperit pe 14 noiembrie 1988, de Yoshiaki Oshima.